# Rolling Meadows, Illinois
Rolling Meadows är en stad (city) i Cook County, i delstaten Illinois, USA. Enligt United States Census Bureau har staden en folkmängd på 24 205 invånare (2011) och en landarea på 14,6 km².